# Bas Nijhuis

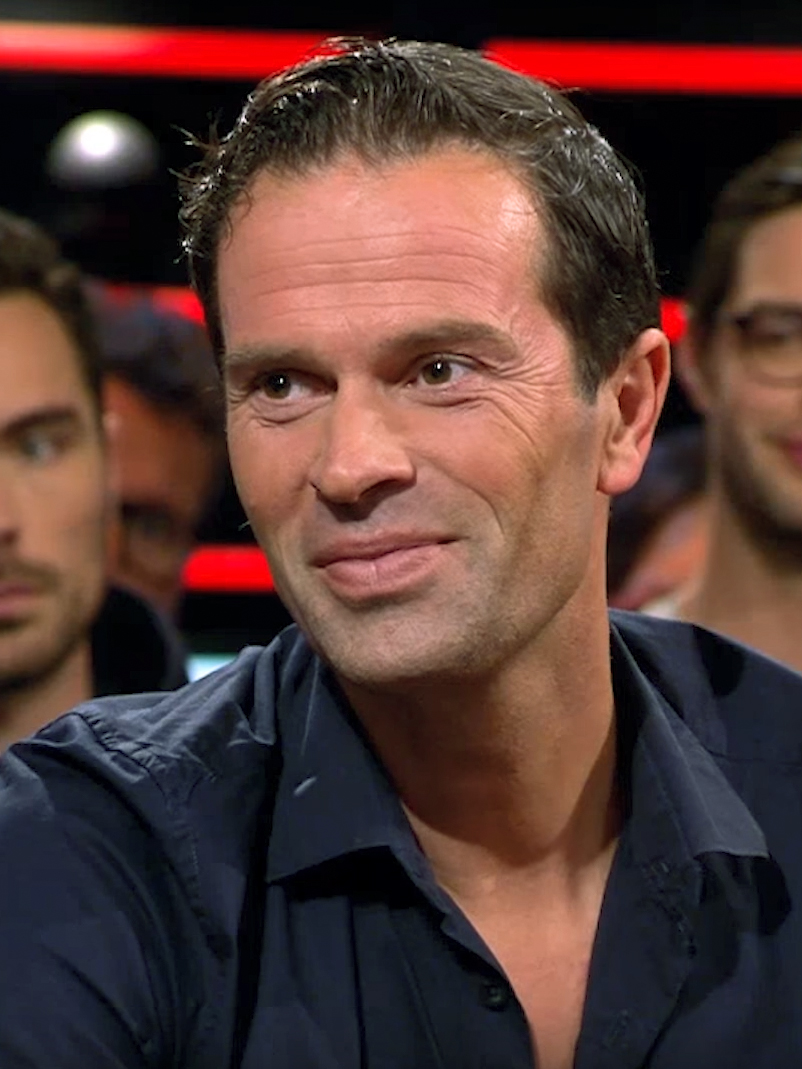
Bas Nijhuis (2017)

Hendrikus Sebastiaan Hermanus „Bas“ Nijhuis (* 12. Januar 1977) ist ein niederländischer Fußballschiedsrichter. Seit 2007 leitet er für die FIFA international Spiele.

## Leben
Inspiriert von seinem Vater, der ebenfalls als Unparteiischer tätig war, begann Nijhuis im Alter von 15 Jahren, erste Spiele zu pfeifen, zunächst jedoch nur Jugendspiele. Am 12. März 2005 hatte er am 25. Spieltag beim Spiel zwischen dem SC Heerenveen gegen den RKC Waalwijk (1:2) sein Debüt in der höchsten niederländischen Spielklasse, der Eredivisie. International sammelte er zunächst nur als vierter Offizieller in den Gruppenphasen von der UEFA Champions League und dem UEFA-Pokal Erfahrung, 2007 wurde er zum FIFA-Schiedsrichter berufen. 2009 war Nijhuis einer von sechs Schiedsrichtern bei der U-19-Fußball-Europameisterschaft. In seiner bisherigen Laufbahn leitete er 170 Profi-Spiele und verteilte dabei 555 Gelbe, 32 Gelb-Rote und 18 Rote Karten.
Am 21. Dezember 2011 geriet Bas Nijhuis in die Kritik der Öffentlichkeit, als er in der Achtelfinalpartie des niederländischen Pokalwettbewerbs 2011/12 zwischen Ajax Amsterdam und AZ Alkmaar in der Amsterdam Arena den Torwart der Gastmannschaft, Esteban Alvarado Brown, mit der roten Karte vom Platz stellte, nachdem dieser gegen einen auf den Platz gerannten Zuschauer aus den Reihen der Ajax-Anhänger getreten hatte. Der Flitzer war mit gestrecktem Bein auf den Torwart zugesprungen und hatte ihn am Bein getroffen, kam zu Fall und wurde an den Beinen von zwei Tritten des Torwarts getroffen, bevor Ordner ihn unter ihre Kontrolle bringen konnten. Nachdem Mannschaft und Betreuer des AZ Alkmaar den Innenraum des Stadions verlassen hatten, da sie die Sicherheit der Spieler nicht mehr gewährleistet sahen, brach Nijhuis das Spiel ab. Am Folgetag entschied der KNVB, dass die Rote Karte gegen Esteban zwar regelrecht gewesen sei, jedoch ohne Folgen bleibe, weil Esteban als Angegriffener unter dem Stress der Umstände gehandelt habe.
Nijhuis kommt aus Enschede und ist hauptberuflich Metzger.